# 공개적 퍼블리싱
공개적 퍼블리싱 또는 오픈 퍼블리싱(Open Publishing)은 독자들에게 공개된 형태의 뉴스 제작 과정 혹은 컨텐츠 내용이다. 독자들은 내용을 만드는데 기여할 수 있고 공개적으로 이용가능한 공간을 통해 즉시 그것을 볼 수 있다. 공개적 퍼블리싱 된 내용들은 독자들이 그들이 원하는 내용을 찾을때까지 가능한한 여과되지 않으며 독자들은 다른 독자들에 의한 편집과정을 직접 볼 수 있다. 독자들은 자유롭게 참여할 수 있는 방법을 통해 편집과정을 도울 수 있고 자유롭게 내용을 복사하고 변경할 수 있으며 그들의 사이트에 이용할 수 있다. 만일 독자들이 뉴스를 재배포하길 원한다면, 가급적 공개적 퍼블리싱이 허용된 사이트를 통해서 그것이 가능하다.
공개적 퍼블리싱에 의해서 운영되는 사이트들은 누구든지 사이트에 접속할 수 있고 전통적인 미디어들의 필터링 없이도 곧바로 내용을 업로드할 수 있도록 허락한다. 그러나 공개적 퍼블리싱에 기여하는 조직과 사이트들에게도 몇가지 근본적 원리들이 존재하는데, 비 계층, 공개 참가, 최소의 편집의 통제와 투명도가 이 원리에 포함된다.
공개적 퍼블리싱에서 의심스러운 내용들은 점점 적어진다. 크고 충분한 청중들, 또래들, 독자들과 해설가들이 주어지면서 거의 모든 의심스러운 내용들은 빠르게 강조되어 알려지고 인식되어 수정된다.

## 예시
- 위키백과

위키백과(듣기 (도움말·정보), Wiki百科, Wikipedia 위키피디어[*] 듣기 (도움말·정보))는 모두가 함께 만들어 가며 누구나 자유롭게 쓸 수 있는 다국어판 인터넷 백과사전이다. 배타적인 저작권을 가지고 있지 않기 때문에 사용에 제약을 받지 않는다.
2001년 1월 15일에 시작된 위키백과는 비영리 단체인 위키미디어 재단에서 운영하고 있다. 2008년 4월 현재 영어판 2백7십7만여 개, 한국어판 10만여 개를 비롯하여 모든 언어판을 합하면 1000만여 개 이상의 글이 수록되어 있으며 꾸준히 성장하고 있다.
위키백과 영어판은 전문가들이 작성했던 백과사전인 누피디어(지금은 없어짐)를 보완하여 2001년 1월 15일에 만들어졌다. 지미 웨일스와 래리 생거는 2001년에 위키백과의 공동창업자로 인정받았다.
- RINF

RINF 대안 뉴스는 under-reported news 소스와 시사에 관련된 소스가 매일 업데이트된다. 주로 인권 문제와 정치적인 비판에 초점이 맞추어져 있다. 지난 2008년, 이 대안 뉴스 사이트는 공식적으로 공개적 퍼블리싱 사이트가 되었는데, 이로 인해 고발자들, 행동가들, 사회적 구성원들이 익명으로 컨텐츠를 만들어 올릴 수 있게 되었다.
- 위키트리

위키트리(WikiTree)는 위키 기반 뉴스사이트로, 2010년 1월 시작하였다. 표어는 함께 쓰고 함께 편집하는 뉴스이며, 크리에이티브 커먼즈 저작자표시-동일조건변경허락 2.0으로 배포된다. 2010년 5월 19일 기준으로 8,331건의 문서가 있다.
- 네이버 지식iN

지식iN(지식인)은 네이버 사용자 사이의 지식 교류 서비스이다. 사용자가 올린 질문이나 궁금한 내용에 대해 다른 사용자들이 자발적으로 답을 달면서 지식을 주고받는다. 2008년 7월 기준으로, 올라온 질문의 수는 5천만 건을 넘어서고 있다.

## 같이 보기
- 오픈 소스
- 오픈 소스 소프트웨어
- 크리에이티브 커먼즈
- 블로그 저널리즘